# Chinsali (Distrikt)

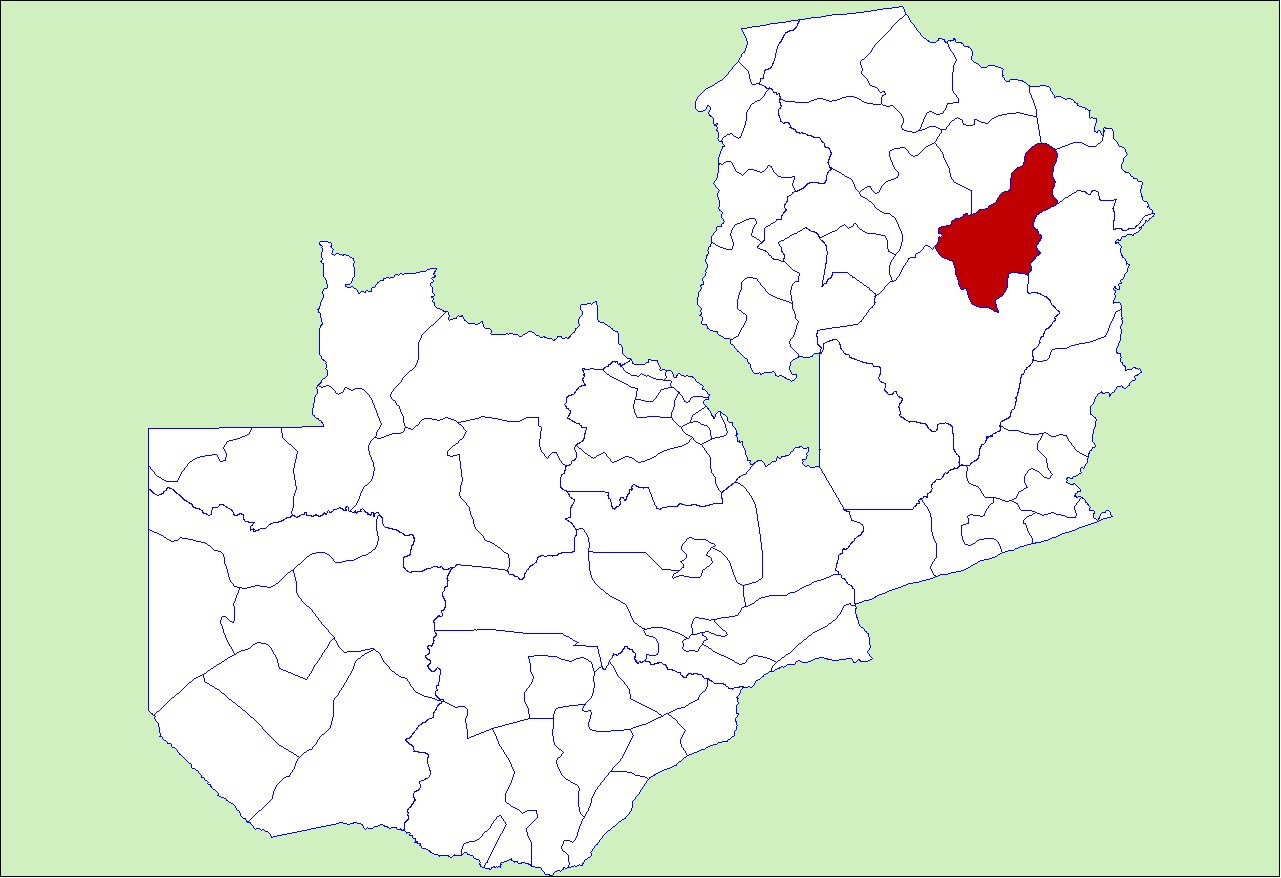
Ehemalige Ausdehnung des Distriktes bis zur Abspaltung des Distriktes Shiwang’andu

Chinsali ist einer von acht Distrikten in der Provinz Muchinga in Sambia. Er hat eine Fläche von 6342 km² und 149.000 Einwohner (2022). Die Hauptstadt ist Chinsali. Der Distrikt wurde 2013 in das heutige Chinsali und den Distrikt Shiwang’andu geteilt.

## Geografie
Der Distrikt umfasst die nördliche Hälfte des Muchinga-Gebirges. Er grenzt an die Distrikte Shiwang’andu im Süden, Chama im Osten, Isoka im Nordosten, Nakonde im Norden und Mungwi im Nordwesten. Die Nordgrenze zu den Distrikten Nakonde und Mungwi wird durch den Fluss Kalungu gebildet.
Das Klima in Chinsali ist feucht und subtropisch. Es herrschen milde Temperaturen und gleichmäßige Niederschlagszyklen. Die durchschnittliche jährliche Niederschlagsmenge beträgt 1100 mm und die jährliche Durchschnittstemperatur liegt zwischen 16 °C und 24 °C. Die nordöstliche Hälfte des Distrikts ist ein relativ flaches Plateau.

## Bevölkerung
Laut der Volkszählung von 2010 hatte der Distrikt etwa 87.200 Einwohner. 30 % der Bevölkerung lebten im städtischen Raum, während 70 % auf dem Land lebten. Der Distrikt hatte geschätzt 19.218 Haushalte mit durchschnittlich 5 Personen pro Haushalt. Der Bezirk zeichnet sich durch eine junge Bevölkerung aus. In Bezug auf die ethnische Zugehörigkeit sind die Bembas, die Bisa und die Namwanga die dominierenden ethnischen Gruppen. Der Distrikt Chinsali einen Wahlkreis und 17 Wards.

## Wirtschaft
In Chinsali gibt es keine Schwerindustrie außer Hammermühlen und Tischlereien. Der ländliche Teil des Distrikts ist von Subsistenzlandwirtschaft und traditionellen Wohnungsbau bestimmt. Der Mangel an Investitionen des Privatsektors zur Stimulierung der lokalen Wirtschaft bleibt eine der größten Herausforderungen für die sozioökonomische Transformation im Distrikt. Der Wettbewerbsvorteil des Distrikts liegt in seiner reichhaltigen natürlichen Ressourcen. Es gibt reichlich Ackerland, Wasser und Wald. Seine Lage mit der Provinzhauptstadt macht ihn zu einem inländischen „Tor“ für den wichtigen Hafen Daressalam und bietet dadurch Möglichkeiten für die Transport- und Logistikbranche.
Die lokale Wirtschaft von Chinsali ist nach wie vor weitgehend unterentwickelt, wobei die Subsistenzlandwirtschaft, das saisonale Sammeln natürlicher Waldprodukte und der lokale Handel die wichtigsten wirtschaftlichen Aktivitäten sind. Folglich sind die kommunalen Ressourcen aufgrund der schmalen Einnahmebasis knapp. Wachstumschancen liegen in Transport und Logistik, Landwirtschaft, Viehzucht, Fischerei, Tourismus, Bergbau und Energie.
Das touristische Potenzial liegt brach. In der Kampagne „Visit Zambia“ wird Chinsali nicht erwähnt. Dabei hat die Frankfurter Zoologische Gesellschaft 40 Kilometer westlich vom Tanzam Highway am Eingang des Nordluangwa-Nationalparks bei Lwanya ein Camp errichtet.

## Soziales
UNICEF stellt in einer Studie aus 2001 in Sambia eine durchschnittliche Kinderarbeitsquote von 20 % fest, in Chinsali, Mpika und Chililabombwe aber eine von 70 %. Der sexuelle Missbrauch von Kindern liegt 10 % höher als im Landesdurchschnitt von 72 % für Mädchen und 28 % für Jungen wie auch in Mansa, Chililabombwe, Nchelenge, Mpika and Kaoma.